# Крест Славы легиона «Кондор»
Крест Славы легиона «Кондор» — орден, учрежден 14 апреля 1939 года. Он вручался родственникам и семьям легионеров, погибших во время гражданской войны в Испании. Общее количество награждённых составило 315 человек.
Награда представляла собой копию (чуть меньшего размера) Испанского креста. Производилась из бронзы или меди с бронзовым покрытием. Носили крест славы легиона «Кондор» на чёрной ленте с полосками (цвета испанского флага — красно-желто-красными), расположенными по краям.